# 2023年12月逝世人物列表
2023年逝世人物列表：1月 - 2月 - 3月 - 4月 - 5月 - 6月 - 7月 - 8月 - 9月 - 10月 - 11月 - 12月
2023年12月逝世人物列表，是用于汇总2023年12月期间逝世人物的列表。

## 依日期排序

### 31日
- 特里波利諾·詹尼尼（義大利語：Tripolino Giannini），111歲133天，義大利男超級人瑞，歐洲第二年長男性。[1]
- 李載祿（韓語：이재록），80歲，韓國牧師，首爾萬民中央教會堂會長、韓國聖潔會前任會長和聖潔神學院院長。[2]
- 艾迪·伯尼斯·強森（英語：Eddie Bernice Johnson），88歲，美國政治人物，德州民主黨眾議員。[3]
- 張文，83歲，中國法學家，北京大学法学院教授。[4]
- 安娜·奧菲莉亞·穆爾吉亞（英语：Ana Ofelia Murguía），90歲，墨西哥女演員。[5]
- 錢海皓，79歲，中國人民解放軍將領、中國人民解放軍中將。[6]
- 中村芽衣子（日語：中村メイコ），本名神津五月，89歲，日本女演員，死於肺梗塞。[7]
- 梅丽莎·霍斯金斯（英語：Melissa Hoskins），32歲，澳洲女子單車運動員，遭丈夫駕駛倒車時撞擊身亡[8]。
- 宋静存，91歲，曾任经济日报社副总编辑（副部长级待遇）[9]

### 30日
- ，75歲，英國男演員。[10]1998年憑《光豬六壯士》贏得英國電影學院獎最佳男配角。
- 約翰·皮爾格（英語：John Pilger），84歲，澳洲紀錄片製片人、記者。[11]
- 張惟晴，36歲，台灣政治人物。曾代表國民黨參與2022年高雄市第五選區議員選舉。[12]
- 八代亞紀（日語：八代 亜紀），本名増田明代，73歲，日本演歌歌手及演員，亦是一名畫家。死於膠原病。[13]

### 29日
- 米高·哈迪·博伊斯爵士（英語：Sir Michael Hardie Boys），92歲，紐西蘭總督（1996年—2001年）、高等法院法官（1980年—1989年）。[14]
- 周湛樵（英語：Peter Chau），82歲，香港輔警和商人，皇家香港輔助警察隊總監（1996年—1997年）、香港輔助警察隊總監（1997年—2001年），周永泰家族成員及已故周埈年爵士三子。[15]
- 坂田利夫（日语：坂田利夫）（本名：地神利夫），82歲，日本搞笑藝人。[16]衰老而死。[17]
- 艾迪·科克雷爾（英語：Eddie Cockrell），67歲，美國專欄作家，前《綜藝》雜誌影評人，死於肝衰竭[18]。

### 28日
- 游尚樺，29歲，台灣消防員，新竹縣消防局第3大隊新工消防分隊長。殉職。[19]
- 維傑亞坎特（英语：Vijayakanth），71歲，印度演員兼政治人物，死於肺炎併發症。[20]
- 伍卓群，94歲，中國數學家，曾任中國數學會副理事長、吉林大學校長、吉林省科學技術協會副主席，為第八屆全國人大代表。[21]
- 弗朗索瓦·布拉奇（法語：François Bracci），72歲，法國足球領隊和前足球運動員。[22]
- 尹文英，101歲，中國昆蟲學家。[23]
- 陳泉，90歲，香港商人及男演員，代表作是《香港八一至香港八六系列》中飾演張順（順叔）。在加拿大病逝。[24]
- 蔡作雍，95岁，台湾生理学家，前國防醫學院教授，院長，中央研究院第十二屆院士。[25]
- 羽佳，88歲，香港資深粵劇及電影演員。[26]

### 27日
- 沃尔夫冈·朔伊布勒（德語：Wolfgang Schäuble），81歲，德國政治人物，曾任德國議長、內政部長、財政部長等職。[27]
- 李善均（韓語：이선균），48歲，韓國男演員，代表作《寄生虫》、《我的大叔》。燒炭自杀。[28]
- 雅克·德洛爾（法語：Jacques Delors），98歲，法國經濟學家、政治人物。第八任歐盟執委會主席，首位連任三屆的歐洲理事會主席（1985年1月—1994年12月）。[29]
- 馮立忠，61歲，中國山西省衛健委前黨組成員、副主任、一級巡視員，省疾控中心前主任，病逝。[30]
- 吳進益，55歲，馬來西亞信念潛能開發導師，馬來西亞講師協會總會長，怡保大黑天財神藝術館創辦人，死於心臟病發。[31][32]
- 苗大偉，68歲，中國商人，天津紅日藥業股份有限公司董事，病逝。（公告日期）[33][34]
- 姆邦蓋尼·恩傑馬（英语：Mbongeni Ngema），68歲，南非音樂家、作家、編舞家和導演，死於車禍。[35]
- 格斯通·格洛克（德語：Gaston Glock），94歲，奧地利機械工程師，武器承包商格洛克有限責任公司創辦人。[36]

### 26日
- 黎淑賢，46歲，香港藝人。燒炭自殺。[37]
- 盧卡斯·恩訥貝，56歲，印尼政治人物，巴布亞省省長。[38]
- 湯姆·史慕瑟斯（英语：Tom Smothers），86歲，美國男歌手，1960年代歌唱喜劇二人組「史慕瑟斯兄弟」（Smothers Brothers）的哥哥，死於癌症。[39][40]
- 李爱青，64歲，中國農業科學專家，中國國民黨革命委員會安徽省原副主委、安徽省種子協會原秘書長、安徽省種子管理總站研究員。[41]
- 李岩，94歲，曾任原中共中央直属机关工委副书记[42]

### 25日
- 陳振榮，77歲，台灣企業家，中國鋼鐵公司前總經理。[43]
- 周俊宇，43歲，台灣史研究學者，台灣國立政治大學台灣史研究所助理教授。[44]
- 張治安，79歲，中國畫畫家。[45]
- 葉明水，68歲，台灣貿易管理人，台灣外貿協會前秘書長、中華民國展覽暨會議同業公會（TECA）榮譽理事長。死於2019冠狀病毒疾病併發血栓。[46]
- 比尔·格兰杰（英语：Bill Granger），54歲，澳大利亚厨师、餐厅老板及美食作家。死於癌症。[47][48]
- 龐偉，34歲，中國經濟學者，北京工商大学經濟學院講師，病逝。[49]

### 24日
- 羅琦，36歲，中國女財經媒體人，曾在港交所任職，突發重症肺炎搶救無效。[50]
- 謝修平，82歲，台灣政治人物，基隆市市長謝國樑之父親。[51]
- 蔡宏柱，72歲，中國政治人物、第十二屆全國人民代表大會代表，湖北稻花香集團創始人、黨委書記、終身名譽董事長。[52]
- 卡玛·德洛斯·雷耶斯（英语：Kamar de los Reyes），56岁，波多黎各演员。死於癌症。[53]

### 23日
- 賽布峇哈里，47歲，馬來西亞傳統馬來劇場導演。[54]
- 竹入義勝（日語：竹入 義勝），97歲，日本政治人物，1967年至1986年擔任公明黨第3代中央執行委員長。死於肺炎。[55][56]
- 芭比珍·卡特（英語：Bobbie Jean Carter），41歲，美國化妝服裝造型師，真人秀節目（英語：House_of_Carters）演員，音樂團體新好男孩成員尼克·卡特之妹，歌手亞倫·卡特之姊。[57][58]
- 勞拉·林奇（英語：Laura Lynch），65歲，美國女歌手，樂團The Chicks（前稱Dixie Chicks）創團成員。死於交通意外。[59]
- 桑伯伊·林（英語：Samboy Lim），61歲，本名Avelino Borromeo Lim Jr.，前菲律賓職業籃球選手，入選菲律賓籃球協會史上25大與40大球星[60]。

### 22日
- 朱令，50歲，原清华大学1992级化学系女生，朱令铊中毒事件受害者。[61]
- 多默·威廉姆斯（英語：Thomas Stafford Williams），93歲，天主教新西蘭司鐸級樞機及惠靈頓總教區榮休總主教[62]。
- 李大威，59歲，中國健美運動員，哈爾濱學院體育學院院長、黑龍江省健美協會主席，病逝。[63]
- 加利·索喬（英語：Garly Sojo），24歲，委內瑞拉籃球運動員，前NBA G聯盟墨西哥城隊（英語：Capitanes de Ciudad de México）球員，死於癲癇發作。[64][65]

### 21日
- 罗伯特·索洛（英語：Robert Solow），99歲，美國經濟學家，1987年诺贝尔经济学奖得主。[66]
- 阿列克謝·斯塔羅賓斯基（俄語：Алексе́й Староби́нский），75歲，蘇聯/俄羅斯天體物理學家和宇宙學家。[67]
- 劉西拉，83歲，中國土木工程專家和工程教育專家，上海交通大學講席教授，第八屆、十屆全國政協委員，第九屆全國政協常委。[68][69]
- 崔濟多，56歲，中國無人機工程師，中航(成都)無人機系統股份有限公司副總設計師，病逝。[70]
- 莫日根，56歲，中國蒙古族男歌手、演員，死於胰腺癌。[71][72]

### 20日
- 伊懋可（英語：Mark Elvin），85歲，澳大利亞漢學家，主攻中國社會經濟史和環境史。[73]
- 朱南孫，102歲，中國中醫婦科學家，上海中醫學院教授、主任醫師，第三屆國醫大師，「朱氏婦科」第三代傳人。[74]

### 19日
- 江平，92歲，中國民法學者，中國政法大學前校長、終身教授。[75]
- 陈光，93岁，中国航空发动机专家，北京航空航天大学能源与动力工程学院教授。[76]
- 布·拉松（瑞典語：Bo Larsson），79歲，瑞典男子足球運動員。[77]
- 雅努什·戈爾塔特（波蘭語：Janusz Gortat），75歲，波蘭男子拳擊運動員。[78]
- 朱利奧·德斯特凡諾（義大利語：Giulio De Stefano），94歲，義大利男子帆船運動員。[79]
- 樊博，48歲，上海交通大學緊急管理學院執行院長、國際與公共事務學院原副院長、教授，病逝。[80]
- 童芳，37歲，中國雲南西雙版納傳媒人、女主持，病逝。[81][82]

### 18日
- 潘君驊，93歲，中國應用光學專家，中國工程院院士。[83][84]
- 劳荣枝，48岁，中華人民共和國死刑犯，1996至1999年和已執行死刑的法子英共同實施綁架、搶劫、故意殺人致7人死亡，被執行注射死刑。[85]
- 李诗东，92岁，新加坡政治人物、前国会议员、异议份子。病逝。[86]
- 段胜如，102岁，中国中医骨科学家，中国中医科学院广安门医院主任医师。[87]
- 許佳玲，26歲，馬來西亞歌手，被粉絲殺死。[88]

### 17日
- 奧達·伊奧塞里安尼，89歲，僑居法國的格魯吉亞裔導演及編劇。[89]
- 寺尾常史，60歲，前日本相撲運動員，最高階关脇。死於缺血性心臟衰竭。[90]
- 詹姆斯·麥卡菲（英語：James McCaffrey），65歲，北愛爾蘭裔美國演員。[91]
- 埃里克·蒙特罗斯（英語：Eric Montross），52歲，美國NBA聯盟職業籃球運動員。[92]
- 張中建，53歲，中國安徽省六安市公安局金安分局淠東派出所所長，突發疾病因公犧牲。[93][94]
- 劉勇剛，54歲，中國文學學者，揚州大學文學院教授，病逝。[95][96]

### 16日
- 納瓦夫·艾哈邁德·賈比爾·薩巴赫（阿拉伯語：الشيخ نواف الأحمد الجابر الصباح），86歲，科威特王室成員，第16任埃米爾。[97]
- 安東尼奧·奈格里（義大利語：Antonio Negri），90歲，義大利馬克思主義社會學家和政治哲學家。[98]
- 薩摩劍八郎（日語：薩摩 剣八郎，本名：前田靖昭），76歲，日本演員。死於間質性肺炎。[99][100]
- 蔡文傑，45歲，馬來西亞企業家。「安卓控股」董事總經理。[101]
- 李幼斌，85歲，中国京剧表演家、影视剧导演。[102]
- 周光远，51岁，中国高分子材料领域专家。[103]
- 樓建軍，56歲，中國書法家，中國中央電視台書畫節目翰墨戲韻總導演，病逝。[104]
- 吳耀祖，99歲，美國華裔流體力學家，加州理工學院榮休教授。[105]

### 15日
- 李秋喜，62歲，中國政治人物，曾任山西杏花村汾酒集團有限責任公司黨委書記、董事長。[106]
- 湯曉鷗，55歲，中國計算機科學家。商湯科技創辦人，香港中文大學信息工程系教授。[107]
- 以色列國防軍殺害三名人質事件遇害者[108]：
  - 阿隆·沙姆里茲（希伯來語：אלון שמריז），26歲，以色列人；
  - 約塔姆·海姆（希伯來語：יותם חיים），28歲，以色列人，樂隊「Persephore」鼓手；
  - 薩默爾·塔拉卡（希伯來語：סאמר אל-טלאלקה），22歲，以色列內蓋夫貝都因人。
- 王卿，35歲，中國江蘇省教育廳職業教育處二級主任科員，病逝。[109]

### 14日
- 劉和謙，97歲，中華民國海軍一級上將，曾任海軍總司令、國防部聯合作戰訓練部主任、總統府戰略顧問、參謀總長。[110]
- 喬治·麥金尼斯（英語：George McGinnis），73歲，美國NBA聯盟前職業籃球運動員。[111]
- 哈桑·比特梅茲（英语：Hasan Bitmez），53歲，土耳其政治人物，國會議員。死於心臟病。[112]
- 陳文輝，80歲，台灣政治人物、企業家、藝術家，曾任第三屆立法委員，苗栗縣苑裡鎮華陶窯創辦人[113]。
- 林福南，63歲，馬來西亞茶文化產業先驅。[114]
- 廖大林，87歲，台灣政治人物，民進黨籍前立委。
- 边晓斌，49歲，江苏省仪征市人民法院党组副书记、常务副院长[115]

### 13日
- 蔡文旭，60歲，台灣政治人物，嘉義市議員。[116]
- 安東尼奧·尤利亞諾（義大利語：Antonio Juliano），80歲，義大利男子足球運動員。[117]
- 劉異龍，83歲，中國演員，崑劇丑角演員，上海崑劇團國家一級演員，有「中國崑劇第一丑」之稱。[118]
- 鄭懷興，75歲，中國劇作家，一級編劇。[119]
- 王子才，91歲，中國自動控制、系統仿真專家，中國工程院院士。[120]
- 楊雪梅，53歲，中國政治人物、河南省教育人才學會首屆理事會會長、黃河科技學院校長，第十二屆全國人民代表大會代表。死於突發心臟病。[121]
- 杜海涛，49歲，工银瑞信基金副总经理。[122]
- 貝建中，77歲，美國貝氏建築事務所(英語：PEI Architects)聯席董事長，已故美籍華裔建築師貝聿銘次子，病逝。[123][124]

### 12日
- 巽房，116歲231天，日本超級人瑞。衰老而死。[125][126]
- 林超榮，61歲，香港傳媒人、電影編劇。死於血癌。[127]
- 李强，73岁，中国社会学家，清华大学社会科学学院原院长[128]。
- J·G·A·波考克（英語：J. G. A. Pocock），99歲，紐西蘭政治思想史學家。[129]
- 苏菲，104岁，中国女演员、导演，美国援华医生马海德之妻。[130]

### 11日
- 周海媚，57歲，香港演員，突發心臟病猝死。[131][132]
- 蘇科全，70歲，台灣政治人物，台南市新營區調解委員，曾擔任新營3屆市民代表。[133]
- 保蘭·奧巴梅-恩圭馬（法語：Paulin Obame-Nguema），88歲，加彭政治人物，前总理（1994年－1999年）。[134]
- 毛宏芳，58歲，浙江省教育厅厅长、党组书记，浙江省委教育工委副书记。[135]
- 駱敏源，77歲，馬來西亞股市技術面分析名人，中西報專欄作者。[136]
- 安德魯·布瑞格（英語：Andre Braugher），61歲，美國男演員。[137]

### 10日
- 高耀洁，95岁，河南中醫學院退休教授，婦科腫瘤專家，愛滋病防治活動家，被稱為「中國防艾第一人」。[138]
- 小渝，31岁，中国羽毛球运动员。溺亡。[139]（死讯公开日期）
- 戴維·德雷克（英語：David Drake），78歲，美國科幻和幻想小說作家。 [140]
- 横宫七海（日語：横宮 七海），21歲，日本AV女優。自殺身亡。[141] （死訊公開日期）
- 胡正昌，84歲，中國政治人物，曾任上海市人民政府副秘書長、辦公廳主任，上海市人大常委會副主任。[142]
- 陳瑩霖，90歲，台灣醫學教授，曾任衛生署副署長。[143]

### 9日
- 贡丹志，年龄不详，华夏银行天津分行行长。[144]
- 安娜·卡德威爾（英語：Anna Cardwell），29歲，美國電視真人實境節目成員，腎上腺癌病逝[145]。
- 袁國林，86歲，中國水利工程師、官員，曾任中国三峡集团副总经理。 [146]

### 8日
- ，82歲，美國男演員，1970年電影男主角。[147]
- 魏金山，96歲，中國人民解放軍高級將領，曾任海軍政治委員。中共第十二屆中央候補委員、委員，第十三屆、十四屆中央委員，第五屆全國人民代表大會代表。[148]
- 彼得-米夏埃爾·科爾貝（德語：Peter-Michael Kolbe），70歲，德國男子賽艇運動員。[149]
- 張虎生，85歲，中國政治人物。[150]

### 7日
- 桑国卫，82歲，中国药学家、社会活动家，中国工程院资深院士，第十一届全国人民代表大会常务委员会副委员长，中国农工民主党第十四届中央委员会主席。[151]
- 班傑明·傑凡尼亞（英语：Benjamin Zephaniah），65歲，牙買加裔英國籍詩人、作家、反種族主義運動者[152]。
- 宮本惠美子（日語：宮本 恵美子），86歲，日本排球選手。死於敗血症。[153]

### 6日
- 楊清順，45歲，台灣花式撞球運動員。[154]
- 肖序常，93歲，中國構造地質學家，中国科学院院士。[155]
- 伊利亞·基瓦（烏克蘭語：Ілля́ Ки́ва），46歲，烏克蘭裔俄羅斯政治人物、人民代表（2019-2022年）。[156]
- 瑪麗薩·帕萬（義大利語：Marisa Pavan），91歲，義大利演員。曾獲得金球獎最佳電影女配角。[157]
- 李法曾，82歲，中國影視、話劇演員。一級演員，中央實驗話劇院演員兼副院長。[158]
- 约翰·朗布尔（英語：John Rumble），90歲，加拿大马术运动员，曾代表加拿大参加1956年夏季奥运会，获得团体三项赛铜牌（死亡宣告日期）[159] 。
- 島崎俊郎，68歲，日本喜劇男演員。死於急性心臟衰竭。[160]
- 侯银霞，50歲，哈尔滨工业大学社会科学学院副教授。[161]

### 5日
- 丹尼·萊恩（英语：Denny Laine），79歲，英國創作歌手，憂鬱藍調合唱團和羽翼合唱團前成員。死於間質性肺病。[162]
- 諾曼·利爾（英語：Norman Lear），101歲，美國情境喜劇編劇、製片人。[163]
- 列支敦斯登的康斯坦丁（德語：Constantin von und zu Liechtenstein），51歲，列支敦斯登親王漢斯·亞當二世的幼子。[164]
- 沈梦罴，92岁，曾任万里同志处秘书（按副部长级待遇）[165]

### 4日
- 胡安妮塔·卡斯楚（英语：Juanita Castro），90歲，古巴異議份子，前古巴政治領導人菲德尔·卡斯楚与劳尔·卡斯楚之妹，長期流亡美國。[166]
- 黃四平，55歲，中國政治人物，湖南省郴州市人大常委會副主任兼汝城縣縣委書記。[167]

### 3日
- 拿督蔡锐明，80岁，馬來西亞政治人物，曾任衛生部長，峇吉里国会議席代表[168]。
- 金洙容（英语：Kim Soo-yong），94岁，韓國電影導演[169]。
- 鄭博宇，37歲，台灣商人，海峽兩岸青年交流協會執行長，曾任首鋼集團創業公社港澳台及國際事業部總經理。[170]
- 侯淑姿，61歲，台灣知名攝影家。[171]
- 徐承恩，96歲，中國化工學家，中國工程院院士，現任中國石化工程建設公司專家委員會主任。[172]
- 亞庫巴·薩瓦度哥（英语：Yacouba Sawadogo），77歲，布基納法索農民、沙漠農業專家。[173]
- 丘勇才，40歲，中國電機工程師，华南理工大学环境与能源学院教授。[174]
- 馬森，91歲，本名馬福星，台灣戲劇作家、小說家 ，前成功大學中文系教授。[175]

### 2日
- 金万昆，91岁，中国鱼类育种专家。[176]
- 福斯坦·圖瓦拉蒙古（英语：Faustin Twagiramungu），78岁，盧安達政治人物，曾任總理[177]。
- 孔查·贝拉斯科（英语：Concha Velasco），84岁，西班牙電視、電影女演員，歌手及電視節目主持人[178]。
- 沃爾特·哈姆斯（英语：Walter Harms），61岁，巴拉圭政治人物，國會議員。死於飛機失事。[179]
- 李廣林，86歲，香港商人，西營盤通泰超級市場第二代主席。[180]

### 1日
- 奇奇·法特玛拉（英语：Kiki Fatmala），56岁，印尼女演员。[181]
- 梭羅莫·亞維內里（希伯來語：שלמה אבינרי），90歲，以色列政治科學家。[182]
- 珊卓拉·戴·歐康納（英語：Sandra Day O'Connor），93歲，美國法學家。美國聯邦最高法院首位女性大法官（1981-2006）。[183][184]
- 汪建熙，72歲，中国证监会首席会计师、原主席助理、第十一屆全國政協委員。[185]（死訊公開日期）
- 布魯斯·迪克森（英語：Robert Bruce Dickson），92歲，加拿大男子冰球运动员，加拿大1952年冬季奥林匹克运动会冰球代表隊最後獲得金牌成員之一[186]。